# Sonsorol
Sonsorol és un dels setze estats de Palau. Els habitants parlen el sonsorolès i el palauan.
Les illes de l'estat de Sonsorol, juntament amb les de Hatohobei, formen les illes del sud-oest de Palau. Per àrea i població, és el tercer estat més petit del país, després de Hatohobei i Kayangel.